# Chris Haskins
Chris Haskins (* 1939 oder 1940; † 30. Mai 2016) war ein britischer Jazzmusiker (Bassgitarre, Kontrabass, Gesang), der im deutschsprachigen Raum vor allem durch seine Mitwirkung in der Trad-Jazz-Band The Piccadilly Six bekannt wurde.

## Leben und Wirken
Haskins wuchs im englischen Bath auf; er war mit John Critchinson befreundet und begann autodidaktisch Kontrabass zu spielen. Seine Karriere begann er in lokalen Bands und trat in Pubs und Clubs auf. Nach seiner Hochzeit 1965 zog er nach London, arbeitete im Hauptberuf in einem Musikgeschäft und wurde Bassist in Bill Nile’s Delta Jazz Band, einer Trad-Jazz-Band, die regelmäßig im 100 Club und im Studio 51 auftrat. Daneben spielte er auch in den Bands von Chris Barber, Acker Bilk und Kenny Ball. 1970 zog Haskins nach Brighton, um drei Jahre später Mitglied in Rod Masons Band mit Ian Wheeler zu werden. Mit Masons Band, die ihr Hauptquartier in Plymouth hatte, nahm er eine Reihe von Schallplatten auf (The Plymouth Sound of Rod Mason) und tourte in Großbritannien und auf dem Kontinent. Ferner gastierte er mit der Mason-Wheeler-Band in der BBC-Sendung Pebble Mill at One. 1981 schied er aus der Band aus, um im selben Jahr unter eigenem Namen das Album Crescent City Blues (Black Lion Records) einzuspielen.
Ab 1982 spielte Haskins in Deutschland und der Schweiz in der Trad-Jazz-Band The Piccadilly Six. Zuletzt lebte er in Karlsruhe, wo er auch in der Irish-Folk-Band The Krusty Moors spielte, ferner in der New Orleans Experience aus Freiburg im Breisgau. Im Bereich des Jazz war er zwischen 1974 und 2001 an 22 Aufnahmesessions beteiligt.